# Teodoro Valfre di Bonzo
Teodoro Valfrè di Bonzo (21 de agosto de 1853 - 25 de junho de 1922) foi um cardeal da Igreja Católica Romana e ex-prefeito da Sagrada Congregação dos Religiosos.

## Início da vida
Ele nasceu em Cavour, Itália, filho do Conde Giacinto Valfrè e Erminia del Carretto. Ele foi educado no Seminário de Turim e mais tarde na Universidade de Turim, onde obteve um doutorado em teologia em 1876. Ele recebeu ordens menores em 7 de março de 1875 e sub diaconado em 18 de dezembro de 1875 e diaconato em 1 de abril de 1876. Ele era colega de classe e amigo de Giacomo della Chiesa, que seria o futuro Papa Bento XV. Foi ordenado em 10 de junho de 1876 e obteve o doutorado em direito canônico em 1880.
Ele foi criado prelado doméstico de Sua Santidade e foi nomeado delegado apostólico e enviado extraordinário à Costa Rica em 11 de julho de 1884. No entanto, sua missão foi adiada por causa da eclosão do movimento antirreligioso predominante na época com relações diplomáticas não normalizadas até 1908.

## Episcopado
Ele foi nomeado bispo de Cuneo em 27 de março de 1885 pelo Papa Leão XIII. Ele foi transferido para a Diocese de Como em 18 de março de 1895. Ele foi promovido à Arquidiocese de Vercelli pelo Papa Pio X em 27 de março de 1905. Ele foi transferido para a sede titular de Trebizonda em 1916 e nomeado Núncio para a Áustria-Hungria em 14 de setembro daquele ano. Ele representou o Papa Bento XV na coroação do novo imperador austríaco Karl I e da imperatriz Zita.

## Cardinalizado
Ele foi criado e proclamado Cardeal-Sacerdote de Santa Maria sopra Minerva no consistório de 15 de dezembro de 1919 pelo Papa Bento XV. Foi nomeado Prefeito da Sagrada Congregação dos Religiosos em 6 de março de 1920. Participou do conclave de 1922 que elegeu o Papa Pio XI. Ele morreu em 1922.